# Между двух огней (фильм, 1993, Франция)
«Между двух огней» (фр. Profil bas) — французский криминальный боевик 1993 года, режиссёра Клода Зиди.

## Сюжет
Полиция собирается провести очередной рейд в увеселительном заведении. Проверка проходит неудачно, потому что кто-то предупреждает преступников. Как оказалось, о начинающихся проверках сообщает сам комиссар полиции.
Начальство, недовольное работой комиссара требует найти «стукача». Комиссар советуется с бандитом Роше которого он покрывает как ему быть. Тот предлагает подставить какого-нибудь никчёмного подчинённого комиссара. Выбор падает на Жюльена Сигаля, неудачливого, молодого инспектора.
Комиссар в приватной беседе предлагает Жюльену внедриться в преступную группировку. Жюльен соглашается. Вечером Жюльен приезжает на своём мотоцикле в клуб «Синий Ангел». Там он знакомится с девушкой Клэр, представившись сбежавшим из тюрьмы отчаянным парнем. Клэр общается с начинающим гангстером Людо и знакомит его с Жюльеном. Жюльен говорит что ему нужны серьёзные люди для работы. Якобы ничего не подозревающий Людо устраивает проверку Жюльену заперев его в холодильную камеру. «Поверивший» в «крутого» Жюльена, Людо приглашает его на прогулку, угощает кокаином, затем компания угоняет «Мерседес» и избивает посетителей в боулинге. Продолжая веселье молодые люди и Жюльен грабят автозаправочную станцию. Жюльен не доволен своими новыми друзьями, однако Людо его успокаивает и говорит что это «так, для затравки, мы себя покажем, когда протрезвеем». Одурманенный кокаином Жюльен не может сесть за руль, и Клэр просит своего знакомого присмотреть за мотоциклом. Клэр увозит Жюльена на своё машине. Тем временем к клубу подъезжают бандиты, получившие приказ от своего шефа Рошэ, друга комиссара прикончить Жюльена.
Приняв Клопа, друга Клэр за Жюльена, бандиты расстреливают его.
Клэр, оставшись у Жюльена признаётся, что любит его, одновременно сообщает что знает о том, что Жюльен полицейский. Жюльен просит Клэр сказать, кто сообщил ей об этом. Клэр признаётся, что Людо ещё раньше рассказал ей и своим друзьям что им «подсадят» полицейского.
Бандиты, решившие что Жюльен мёртв, отправляются к нему на квартиру. Открыв отмычкой дверь бандит нос к носу сталкивается с Жюльеном и в ужасе убегает. Тем временем полиция находит расстрелянного Клопа. Жюльен и Клэр услышав об этом из радиопереговоров приезжают на место происшествия.
Жюльен случайно слышит как комиссар отдаёт поручение отправить людей на квартиру Жюльену.
Решив узнать кто за всем этим стоит Жюльен подкарауливает Людо, но тот высмеивает его говоря что его нанял продажный полицейский.
Тогда Жюльен начинает действовать своим методом. Надев маску он проводит ряд ограблений. Комиссару он сообщает, что по словам его информатора, это дело рук некоего Вилли. Ограбления продолжаются и начальство грозит комиссару увольнением. Жюльен снова подкарауливает Людо, и на этот раз, действуя более решительно, увозит того с собой грабить небольшой банк. После ограбления Людо признаётся, что за разоблачением Жюльена стоит Роше.
Комиссар требует чтобы Роше выбил признание у Жульена имя его информатора. Бандиты захватывают Клэр, но Жюльен, спавший в фургончике Клэр, избивает их, и уезжает вместе с девушкой.
Встретившись с комиссаром Жюльен сообщает ему что через два часа будет ограблена больница.
Обойдя засаду и ловушки Жюльен забирает все деньги и скрывается из виду.
Начальство требует от комиссара немедленно найти Жюльена либо распрощаться со своей карьерой. В это время Жюльен в телефонном звонке договаривается о встрече с комиссаром.
Комиссар приезжает вместе с Роше. Жюльен уличает комиссара во лжи. Роше подозревает засаду, и требует чтобы комиссар застрелил Жюльена. Жюльен соглашается, добавляя чтобы на теле нашли его имя, с тем, чтобы опознан был сам Жюльен. Комиссар понимая что это выход для себя и для Жюльена расстреливает Роше. Жюльен бросает цепочку со своими инициалами на труп Роше и уходит.
Спустя некоторое время они с Клэр венчаются в церкви…

## В ролях
- Патрик Брюэль — инспектор Жюльен Сигаль
- Сандра Шпайхерт — Клэр
- Дидье Безас — комиссар Карре
- Жан Янн — Плана
- Жак Рони — Малар
- Жан Луи Трибье — Роше
- Жан Пьер Кастальди
- Арно Джованинетти — Людо

## Признание
- Дидье Безас в 1994 году был номинирован на премию «Сезар» за лучшую мужскую роль второго плана.